# Eduardo Quisumbing
Eduardo Quisumbíng y Argüelles (Santa Cruz, 24 november 1895 – Quezon City, 23 augustus 1986) was een Filipijns botanicus. Hij wordt gezien als een pionier op het gebied van de botanie in de Filipijnen en richtte zich in zijn onderzoek met name op orchideeën en andere planten uit de Filipijnen.
Quisumbing kreeg in zijn carrière meerdere onderscheidingen. In 1980 werd hij tot Nationaal Wetenschapper van de Filipijnen uitgeroepen. Ook werden diverse planten naar hem vernoemd. Voorbeelden hiervan zijn Acacia quisumbingii, Saccolabium quisumbingii en Hopea quisumbingiana.

## Biografie

### Vroege levensloop en opleiding
Quisumbing werd geboren op 24 november 1895 als zoon van Honorato Quisumbing van Spaans-Chinese afkomst en Ciriaca Argüelles, van Spaans-Filipijnse afkomst. Zijn ouders waren welgestelde landeigenaren in Los Baños. Op achttienjarige leeftijd ging Quisumbing studeren aan het College van Landbouw van de University of the Philippines (UP) in Los Baños. Hoewel hij in eerste instantie van plan was geneeskunde te gaan studeren om daarna dokter te kunnen worden, veranderde hij van gedachte nadat hij een zomercursus botanie had gevolgd bij decaan Edwin B. Copeland. De vele veldexcursies onder leiding van Copeland, de oprichter van het college van landbouw, wekten Quisumbings enthousiasme voor het vak en hij besloot alle mogelijke colleges op het gebied van plantkunde te gaan volgen. Gaandeweg werd hij de assistent van Copeland, die hem op een zeker moment ook in contact bracht met dr. Elmer Drew Merrill, op dat moment de directeur van het Bureau of Science in Manilla. Elk weekend bracht Quisumbing hem de plantensoorten die hij verzameld had, om deze door hem te laten identificeren. Dit was het begin van een levenslange vriendschap en samenwerking tussen de twee mannen. Samen met Merill, zou Quisumbing diverse werken over de Filipijnse flora schrijven. In 1918 behaalde hij zijn bachelor-diploma Landbouw aan de UP. Drie jaar later rondde hij er ook zijn master-opleiding af. In 1923 behaalde hij zijn Ph.D. met de kwalificatie magna cum laude aan de University of Chicago met als onderzoeksterrein de taxonomie, systematiek en morfologie van planten.

### Carrière
Na zijn studie keerde hij terug naar de Filipijnen, waar hij ging werken als docent aan de University of the Philippines. Later promoveerde hij tot universitair docent. In 1926 kreeg hij met hulp van dr. Merill als eerste Filipino een beurs van de United States National Research Council. Daarmee kon hij tot 1928 aan de slag als onderzoeker in het team van Merill aan de University of California. In deze periode schreef hij Philippine Piperaceae, over leden van de plantenfamilie Piperaceae in de Filipijnen
Bij terugkeer in de Filipijnen kreeg hij een benoeming als botanicus bij het Bureau of Science. Later promoveerde hij tot assistent -afdelingschef en later tot afdelingschef. Aansluitend was hij van 1940 tot 1945 hoofd van het UPLB Museum of Natural History, waarna hij van 1947 tot 1962 directeur van het National Museum of the Philippines was. Naast zijn baan als directeur doceerde hij botanie aan de UP, de University of the East, de University of Santo Tomas en was hij tevens het hoofd van de faculteit Horticultuur van de Araneta University.
Een van de meest noemenswaardige prestaties als directeur van het Nationaal Museum was de heropbouw van het Philippine National Herbarium. De bestaande collectie van zo’n 300.000 planten was geheel verwoest tijdens de Tweede Wereldoorlog. Ondanks de moeilijk omstandigheden, waaronder een gebrek aan geld, lukte het hem en zijn team om weer een grote collectie van planten op te bouwen. Toen Quisumbing in 1962 stopte bij het National Museum had het herbarium weer zo'n 80.000 planten.

### Onderzoekswerk Filipijnse planten
Eduardo Quisumbing heeft als geen andere botanicus bijgedragen aan de taxonomie van Filipijnse planten. Zijn eerste publicatie was Studies on Philippine Bananas. Daarna volgden studies van de anatomie en morfologie van de kokosnoot, onkruidzaad, rubber en Diospyros. Samen met dr. Merill publiceerde hij boeken over Filipijnse planten waarin 54 families en 119 soorten werden beschreven. Quisumbing nam de beschrijving van 72 soorten voor zijn rekening. Veel van zijn onderzoekswerk richtte zich specifiek op orchideeën, hetgeen resulteerde in de identificatie en classificatie van een groot aantal Filipijnse orchideeën.
Tussen 1931 en 1936 produceerde hij samen met professor Oakes Ames van de Harvard University Herbaria een zesdelig werk New or Noteworthy Philippine Orchids voor publicatie in het Philippine Journal of Science. Dit werk ging echter verloren tijdens de bevrijding van Manilla in 1945. Vele jaren later, in 1970 publiceerde hij nog Naming of Orchids, een werk dat hij ook samen met Ames had geschreven. Dit boek wordt nog steeds gebruikt als gids door liefhebbers van orchideeën.
Quisumbing overleed op negentigjarige leeftijd in Quezon City. Hij werd begraven op de erebegraafplaats voor Filipijnse helden en prominenten, Libingan ng mga Bayani.

## Onderscheidingen
- 1954 - Distinguished Service Medal en Diploma of Honor
- 1954 - Fellow van de American Philosophical Society
- 1958 - Beurs van de John Guggenheim Memorial Foundation (tot 1959)
- 1966 - Diploma van verdienste en gouden medaille van Maleisisch Genootschap voor Orchideeën
- 1968 - Distinguished Alumnus Award van the University of the Philippines
- 1969 - Gold Medal van de American Orchid Society
- 1975 - Most Outstanding Award van Philippine Association for the Advancement of Science.
- 1979 - opname in de National Academy of Science and Technology
- 1980 - Nationaal wetenschapper van de Filipijnen
- 1980 - Distinguished Service Award van de Los Banos Orchid Society

- Author citation (botany): Quisumb.
- Gemeinsame Normdatei: 1089110820
- International Standard Name Identifier: 0000 0000 2722 5008
- Library of Congress Control Number: n87824747
- Nationale Bibliotheek van Israël: 987007440904605171
- SNAC: w6w38xm6
- Virtual International Authority File: 55670631
- WorldCat: E39PBJyCywPFyHXx7qpTQ9rjG3